# Park Stary im. Księcia Józefa Poniatowskiego

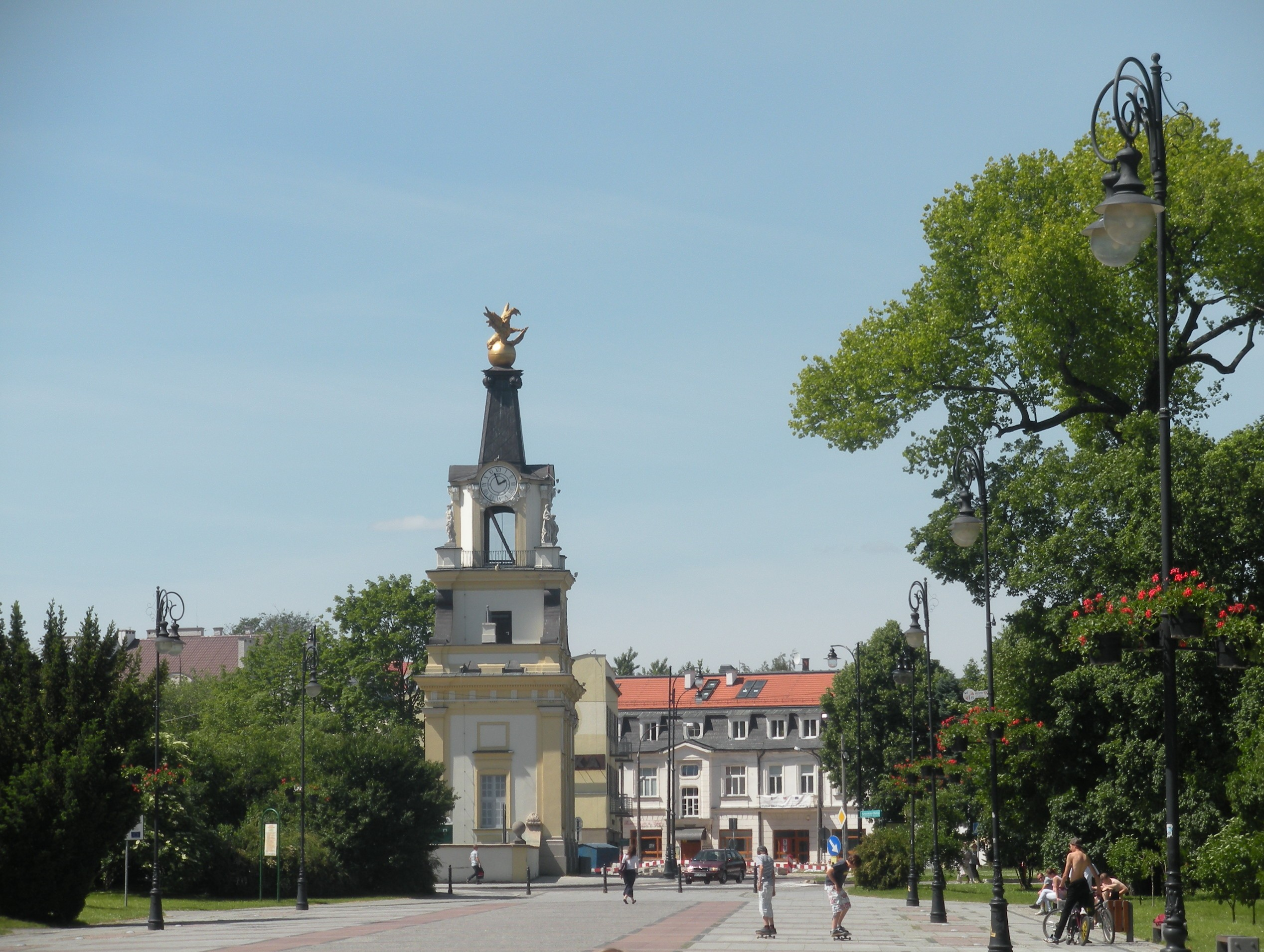
Widok na bramę przy Pałacu Branickich z Parku Starego

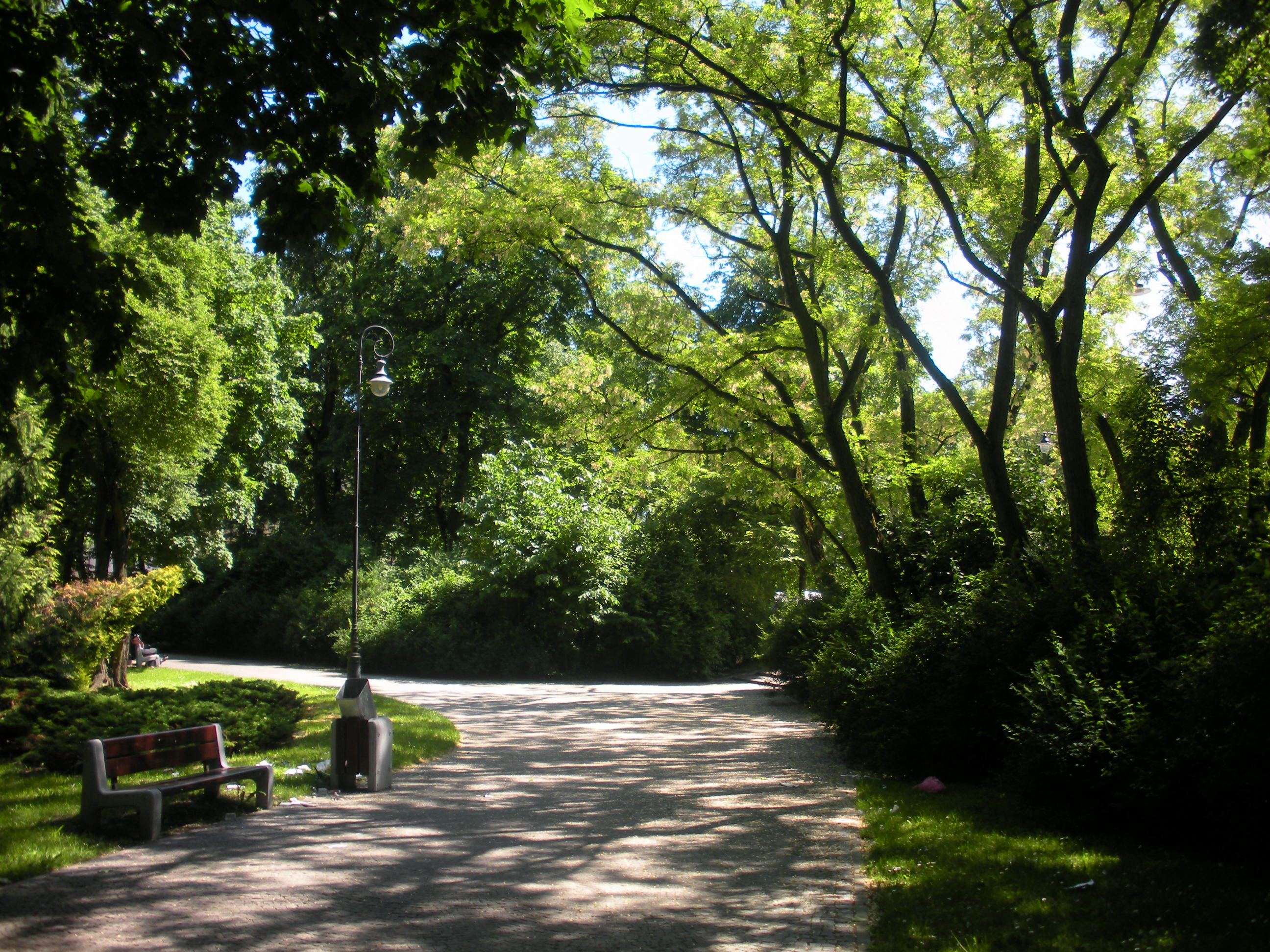
Park od strony ul. A. Mickiewicza

Park Stary im. księcia Józefa Poniatowskiego – białostocki park naturalistyczny z elementami modernistycznymi. Założony w latach 1895–1897 w miejscu dawnego stawu młyńskiego na rzece Białej wchodzącego w skład kompozycji ogrodów pałacowych o powierzchni 4,76 ha w Białymstoku powstał według projektu Waleriana Kronenberga przy współpracy z Teodorem Chrząńskim.

## Położenie
Park powstał w latach 1895–1897, który wytyczono między ulicami: Branickiego (dawniej Bulwarowa), Elektryczną (dawniej Mieszczańska) i Mickiewicza (dawniej Puszkina). Centralną część parku stanowił owalny plac, od którego krzyżowo rozchodziły się aleje parkowe. Na terenie parku znajdował się pawilon restauracyjny „Raj”, gdzie organizowano wystawy, koncerty i zabawy. Pierwotnie park otoczono stylizowanym neobarokowym kamiennym ogrodzeniem z elementami ozdobnych krat. W ogrodzeniu wkomponowane były trzy bramy wejściowe prowadzące do parku.

## Historia parku
Projektantem parku był jeden z najwybitniejszych twórców założeń ogrodowych w Polsce żyjący na przełomie wieku XIX i XX wieku Walerian Kronenberg. W roku 1989 w celu upamiętnienia 240. rocznicy nadania praw miejskich i 70. rocznicy odzyskania niepodległości przez Białystok, park nazwano imieniem księcia Józefa Poniatowskiego. Obecnie funkcjonuje również nazwa Park Stary. Przekomponowany został w latach 1936–1938 wg projektu Stanisława Życińskiego Zadory. Park posiadał oryginalny plan przestrzenny, symetryczny i regularny, z główną aleją i bocznymi alejkami, zakątkami, trawnikami. Plan parku łączył w sobie elementy naturalnego parku angielskiego i kształtowanego parku francuskiego. Wnętrze na osi południowo-północnej pozostawało otwartą przestrzenią z urządzoną zielenią niską. Pozostałą część porasta drzewostan, który w części jest pozostałością po lasach miejskich.
Na początku XXI wieku cały plac parkowy ponownie został przebudowany, a w 2003 roku przed gmachem teatru wykonano z kamienia trotuar w formie fontanny, z której woda tryska wieloma strumieniami, bezpośrednio z podziemnego zbiornika. W roku 2007 wyłożono nawierzchnie części alejek kostką i płytami kamiennymi, tworząc plac centralny parku w formie prostokąta, któremu nadano nazwę Placu marszałka Józefa Piłsudskiego. Obecnie na terenie parku znajduje się Teatr Dramatyczny im. Aleksandra Węgierki (ul. Elektryczna 12) zbudowany w roku 1933.